# Ewa Pajor
Ewa Pajor (Uniejów, 3 december 1996) is een Pools voetbalster die doorgaans als aanvaller speelt voor FC Barcelona Femení en Pools vrouwenvoetbalelftal.

## Clubcarrière
Ewa Pajor begon achtjarige leeftijd met voetballen. Ze verhuisde naar Konin om voor Medyk Konin te gaan spelen. Op 14 april 2021 maakte ze haar debuut in de Ekstraliga door in de 55ste minuut in te vallen in een wedstrijd tegen AZA PWSZ Biała Podlaska. In deze wedstrijd wist ze gelijk ook twee keer tot scoren te komen. Bij haar debuut was Pajor 15 jaar en 133 dagen oud waardoor ze de jongste speelster ooit in de Ekstraliga werd.
In het seizoen 2012/13 werd Pajor tweede met haar team en won ze de beker. In zowel het seizoen 2013/14 als het seizoen 2014/15 werd Pajor kampioen en won ze de Poolse beker. Haar laatste wedstrijd voor Medyk Konin speelde Pajor in bekerfinale tegen Górnik Łęczna. Deze wedstrijd won Medyk Konin met 5-0 mede door een hattrick van Pajor. Pajor kwam tot 74 doelpunten voor Medyk Konin, waarvan 64 in de Ekstraliga.
In juni 2015 tekende Pajor een tweejarig contract bij de Duitse topclub VfL Wolfsburg. In 2017 verlengde ze dit contract tot 2020. In het seizoen 2018/19 werd Pajor kampioen van de Bundesliga, won ze de DFB Pokal en werd Pajor topscorer met 24 doelpunten in 19 wedstrijden.
In april 2020 verlengde Pajor haar contract tot 2023. In 2022 verlengde ze opnieuw haar contract. Pajor ligt nog tot medio 2025 vast in de Autostadt. In het seizoen 2023/24 wist Pajor vier keer te scoren in een wedstrijd tegen 1. FC Nürnberg.
Op 14 mei 2024 kondigde VfL Wolfsburg aan dat Pajor de club na negen jaar zal verlaten. Pajor maakt daarvoor gebruik van een speciale clausule in haar contract.
Op 17 juni 2024 maakte de Catalaanse club FC Barcelona, Pajor haar komst bekend. Ze tekende een contract tot medio 2027.

## Statistieken
| Seizoen   | Club                | Competitie                | Competitie | Competitie | Beker | Beker | Overig | Overig | Totaal | Totaal |
| Seizoen   | Club                | Competitie                | Wed.       | Dlp.       | Wed.  | Dlp.  | Wed.   | Dlp.   | Wed.   | Dlp.   |
| --------- | ------------------- | ------------------------- | ---------- | ---------- | ----- | ----- | ------ | ------ | ------ | ------ |
| 2015/16   | VfL Wolfsburg       | Bundesliga                | 7          | 1          | 2     | 1     | 7      | 1      | 16     | 3      |
| 2016/17   | VfL Wolfsburg       | Bundesliga                | 12         | 5          | 4     | 3     | 1      | 0      | 17     | 8      |
| 2017/2018 | VfL Wolfsburg       | Bundesliga                | 15         | 4          | 3     | 3     | 7      | 4      | 25     | 11     |
| 2018/19   | VfL Wolfsburg       | Bundesliga                | 19         | 24         | 3     | 2     | 5      | 2      | 27     | 28     |
| 2019/20   | VfL Wolfsburg       | Bundesliga                | 17         | 16         | 3     | 2     | 4      | 1      | 24     | 19     |
| 2020/21   | VfL Wolfsburg       | Bundesliga                | 6          | 8          | 3     | 3     | 4      | 0      | 13     | 11     |
| 2021/22   | VfL Wolfsburg       | Bundesliga                | 7          | 8          | 2     | 2     | 5      | 3      | 14     | 13     |
| 2022/2023 | VfL Wolfsburg       | Bundesliga                | 19         | 12         | 5     | 3     | 11     | 9      | 35     | 24     |
| 2023/24   | VfL Wolfsburg       | Bundesliga                | 19         | 18         | 4     | 2     | 2      | 0      | 23     | 20     |
| 2024/25   | FC Barcelona Femení | Primera División Femenina | 0          | 0          | 0     | 0     | 0      | 0      | 0      | 0      |
| Totaal    | Totaal              | Totaal                    | 129        | 99         | 29    | 21    | 52     | 28     | 210    | 148    |

Bijgewerkt t/m 4 juni 2024.

## Interlandcarrière
Ewa Pajor maakte haar debuut voor het Pools nationale team op 20 augustus 2013. In deze wedstrijd versierde ze een penalty en wist ze in de 84ste minuut zelfs tot scoren te komen.
Op 6 september 2022 werd Pajor, nadat ze drie keer tot scoren kwam in een wedstrijd tegen Kosovo, topscorer aller tijden van de Poolse nationale ploeg. Ze overtrof de vorige recordhouder Marta Otrębska.
- Virtual International Authority File: 375159035186601380001